# Musique arabo-andalouse
Pour les articles homonymes, voir Andalou.
Genres dérivés
Al Ala, Sanâa, Gharnati, Malouf (algérien, tunisien, libyen)
Genres associés
Aroubi, Chaâbi algérien, Hawzi, Mahjouz, Melhoun, Chgouri, Merskawi
La musique arabo-andalouse ou musique « andalouse », ou bien musique mauro-andalouse,(arabe : الطرب الأندلسي), aussi appelée al musiqa al andalusiya, ou en Algérie,  gharnati, sanâa et malouf pour les variantes régionales et aroubi, chaâbi, hawzi pour les genres dérivés et tarab al-ala, tarab al-andaloussi au Maroc, malouf en Tunisie et en Libye est un genre musical profane, classique ou savant, du Maghreb, distinct de la musique arabe classique pratiquée au Moyen-Orient (ou Machrek) et en Égypte.

## Dénominations
L'expression « musique arabo-andalouse » ne s'est imposée que depuis quelques décennies, c'est un point de vue strictement occidental pour désigner un ensemble de pièces musicales et poétiques originaires d'Al-Andalus, elle est préférée à musique « andalouse » (andalusiyya). Cette dénomination n'est pas toujours comprise de la même façon et n'a cessé de se modifier depuis son apparition. Si le terme de musique « arabo-andalouse » s'est généralisé en France, il ne recouvre pas toujours la même réalité. Ce vocable englobe le répertoire traditionnel « classique », mais aussi les chants citadins qui lui sont périphériques tels le Hawzi, le Aroubi, le Mahjouz et parfois le Chaâbi algérien.
La première mention de « musique andalouse » apparaît au début du XXe siècle dans les textes de Jules Rouanet, un musicologue français établi à Alger. Il fait imprimer avec l'aide d'Edmond Nathan Yafil, musicien juif d'Alger, une série des transcriptions du répertoire des noubas, intitulée Musique arabe et maure et non « Musique andalouse ». Toutefois, les auteurs insistaient sur le souci de sauvegarder un patrimoine de « musique andalouse ou de Grenade ». Il est difficile de savoir si Rouanet, le premier qui a entériné par écrit le terme de « musique andalouse », a inventé l'expression ou bien, il l'a emprunté à ses informateurs algérois Yafil et Cheikh Sfindja.
Au cours du XXe siècle, cet héritage a été véhiculé sous le vocable de « musique andalouse » (andalusiyya) et non celui d'« arabo-andalouse », en Afrique du Nord et plus particulièrement en Algérie. Les Algériens considèrent en effet l'héritage andalou comme le reflet de leur propre culture et la musique andalouse ne peut être qu'arabe. En 1921, Mohamed Ben Smail, un Algérien de Tlemcen, fonde en 1921 à Oujda l'association musicale andalouse (al-Jam'iyya al-andalusiyya), la première au Maroc et la première du genre à endosser cette dénomination.
Dans les années 1930, il y a eu un regain d'attention pour le répertoire savant arabe par les Espagnols, lié sans doute à leur présence dans le nord du Maroc. Pour eux, il existe une musique andalouse, mais, elle est différente de celle d'Afrique du Nord. Pour lever toute équivoque, les Espagnols ont adopté le terme al-Andalus pour désigner le patrimoine légué par les Arabes, et Andalucia quand il s'agit de la région espagnole.
En Algérie, après de la Seconde Guerre mondiale, une nouvelle dénomination est apparue : « musique classique » (mûsîqá klasikiyyah). En 1951-1952, El Boudali Safir publie une étude sur l'héritage musical andalou : La musique arabe classique. Cette nouvelle expression s'affine en « musique classique algérienne » (Bouali, 1968), puis en « musique classique du Maghreb » (Guettat, 1980). Enfin, Ahmad Sefta publie à Alger en 1988 un ouvrage intitulé Musique classique andalouse.
En 1932, se produit le Congrès de musique arabe du Caire, un événement capital pour le développement de la musique arabe. La musique dite andalouse y apparaît fractionnée en trois entités distinctes : musique maghrébine-andalouse, musique algérienne-andalouse, musique tunisienne-andalouse.
Dès 1962, Mohamed Ghali El Fassi, Ministre de la Culture du Maroc, va bouleverser toutes les données. Il donne une conférence sur le thème : La musique marocaine dite musique andalouse. Il dénonce ouvertement l'Occident pour avoir imposé à tort le terme de « musique andalouse » et propose de le remplacer par un autre vocable qui reflète mieux la réalité : « musique andalouse-maghrébine ». Le ministre fait remarquer que cet art n'est pas figé et a toujours été renouvelé par l'apport de ses interprètes successifs. L'appellation d'andalou-marocain a été adoptée au Maroc tout en faisant des émules, en Algérie, où, bien que timide, l'expression « musique andalouse-algérienne » est désormais employée.
Le Proche-Orient revendique également des liens avec les legs d'Al-Andalus. Les pays du Machrek voient apparaître l'expression « andalouse » dès la seconde moitié du XIXe siècle, en l'appliquant au mouachah, une forme à la fois poétique et musicale.
Chacune des musiques régionales était autrefois dotée d'un vocabulaire spécifique qui lui assurait une identité propre. Ce vocabulaire n'apporte cependant aucune information sur un lien hypothétique avec al-Andalus, sauf dans le manuscrit algérois d'Ahmad Bin Ali Bin 'Isa (XIXe siècle), al-Safina wa-hiya ashar al-Arab wa-kalâm ahl al-Andalus (« Le Vaisseau, c'est-à-dire les poèmes des Arabes et l'idiome des habitants d'al-Andalus »).
Dans les textes manuscrits des XVIIIe et XIXe siècles, le terme nouba est le plus souvent utilisé pour désigner l'art arabo-andalou. Mais le vocabulaire en vigueur varie d'une région à l'autre. Au Maroc, c'est le terme âla' qui revient pour exprimer ce répertoire. En Algérie, le terme san'a (« métier »), s'impose notamment à Alger. À Constantine comme en Tunisie, la musique savante traditionnelle est appelée malouf (« fidèle à la tradition »).

## Histoire
La musique arabo-andalouse est l'héritière de la tradition musicale arabe transmise au IXe siècle de Bagdad (alors capitale des Abbassides) à Cordoue et Grenade grâce notamment à Abou El Hassan Ali Ben Nafiq ou Ziriab (qui en est considéré comme le père), musicien brillant qui en créa à l’époque les bases, en composant des milliers de chants et en instituant le cycle des noubat (nūbāt ou nawbat), composées de formes poétiques tels le muwashshah ou le zadjal (qui furent l'une des sources des Cantigas de Santa Maria du roi Alphonse X de Castille, du flamenco et des troubadours). Cette musique aura également une influence sur la musique occidentale contemporaine, notamment sur les œuvres de Camille Saint-Saëns à la suite de ses contacts avec des musiciens Algériens, tel Mohamed Sfindja.
La nouba se distingue de la waslah et de la qasida arabes tant par ses modes que par ses formes. À sa suite, Abu Bakr Ibn Yahya Al Sayih, dit Ibn Bâjja ou (Avenpace), poète et musicien lui aussi, a mis au point l’accord du oud, a perfectionné la nouba et a laissé un grand nombre de compositions.
La musique arabo-andalouse développée en Espagne s'est propagée grâce aux échanges importants entre les centres culturels d’Andalousie formant trois grandes écoles dont se réclameront des centres culturels du Maghreb :
- Grenade (à Tlemcen[19], Oran[20] Nedroma[21] et Sidi Bel-Abbès en Algérie – Rabat[22], Oujda[23],[24], Tétouan[22], Tanger[25] et Chefchaouen[14] au Maroc)
- Cordoue (à Meknès[22] au Maroc – Alger[20], Béjaïa[21], Mostaganem[26], Cherchell[27], Miliana[28], Médéa, Blida[27] et Koléa[27] en Algérie)
- Séville (à Fès[14] au Maroc – Constantine, Skikda, Annaba et Souk Ahras en Algérie[20] – Tripoli en Libye – Kairouan et Testour en Tunisie)
- Valence (à Tunis[14] en Tunisie)

Les centres maghrébins de musique andalouse ont transféré le savoir-faire à d'autres villes du Maghreb. Il est à noter que dans une même ville pouvaient coexister plusieurs styles de musique arabo-andalouse.
Il y a deux écoles de Grenade : du XIIIe au XVe siècle, elles rivalisent avec les styles de Cordoue, Séville et Valence ; au XVe siècle, lorsque les arabo-musulmans se retirèrent elles héritent de leurs répertoires. D'après Al-Tifâshî, les pôles musicaux andalous seraient plutôt : Cordoue, Saragosse et Murcie.
L'implantation maghrébine s'est accentuée avec les Morisques et les Juifs sépharades expulsés de l’Andalousie devenue catholique en 1492 lors de la Reconquista arrivant en masse en territoire maghrébin.
La musique arabo-andalouse, bien que reposant sur des règles très strictes, est une musique non écrite se transmettant oralement de maître à élève. Bien avant la chute de Grenade, de nombreux musiciens musulmans s'étaient repliés en Afrique du nord. La tradition musicale arabo-andalouse s'y est développée jusqu'à nos jours, particulièrement dans les villes ayant accueilli les réfugiés andalous.
Il y a une différence entre la nouba « orientale », imprégnée d'éléments turcs, persans et même byzantins, et la nouba « occidentale », qui, elle, est restée intacte, telle qu'elle existait au Moyen Âge. Il semble que plusieurs siècles de présence ottomane dans certaines régions du Maghreb n'ont pas altéré certaines écoles de musique dite andalouse.
Ce n'est qu'à partir du XVIIIe siècle qu’apparaissent des corpus recueillant ce répertoire poétique menacé, écrits par le Tétouanais Muhammed Ibn al-Hasan al-Hayik. Le début du XXe siècle verra lui un recueil systématique sous forme de transcriptions musicales ainsi que l'organisation de congrès internationaux au Caire et à Fès, puis ailleurs.

## Système musical
La musique arabo-andalouse est constituée autour d'un cycle de 24 noubats originelles, dont seule la moitié subsistent et seraient inaltérées. Elles s’inspirent largement des modes byzantins, perses, et arabes. Bien des noms sont encore en résonance, avec leurs origines : Ispahan, Iraq, Hijaz, Mashriq, etc. Ces 24 noubat (pour chaque heure d'une journée) étaient jouées sur 24 modes correspondant chacun à une heure des 24 que compte un jour (système similaire au râga indien). Chaque nouba est composée d'une suite fixe alternante de mouvements musicaux instrumentaux et poétiques.
Il n'existe pas de répertoire unique et commun au Maghreb ; des noubas de même nom diffèrent d'école en école, et à l'intérieur même d'une école, il peut y avoir des dizaines de versions d'une même nouba.

### École algérienne

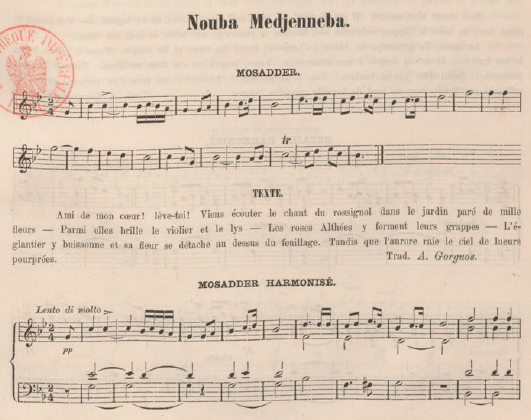
Extrait d'un Mseddar, premier mouvement de la nouba algérienne, 1863

En Algérie, il y a 12 nouba complètes : al-dhîl, mjenba, al-hussayn, raml Al-mâya, ramal, ghrîb, zîdân, rasd, mazmûm, rasd Al-Dhîl, mâya ; et 4 inachevées : ghribet Hassine – araq – djarka – mûal.
Elles sont composées chacune de cinq mouvements de base : msaddar - btâyhî - darj - insirâf - khlâs, mais des préludes et des interludes en portent le nombre jusqu'à sept ou neuf :
1. Mestekhber çanâa (Alger) ou Mishalia (Tlemcen): prélude instrumental de rythme libre, exécuté à l'unisson ;
2. Tûshiya : pièce instrumentale servant d'ouverture ;
3. Msaddar : pièce vocale et instrumentale la plus importante, de l'arabe sadr : « poitrine » pour signifier l'importance de cette pièce vocale ;
4. Btâyhi : deuxième pièce vocale et instrumentale, construite sur le même rythme que le Mçedder, de l'arabe bataha : étendre, étaler qui donnera batha désignant un vaste lit de torrent. ;
5. Darj : troisième mouvement chanté et instrumental construit sur un rythme binaire, plus accéléré que les deux précédentes pièces, du verbe daraja : « marcher, s'avancer, escalader » ;
6. Tûshiya el Insirafate : pièce instrumentale annonçant une partie accélérée et vive, construite sur un rythme ternaire, seules deux tushiyyat al-insirâfât subsistent : l'une dans la mode ghrib, l'autre dans le mode hsin ;
7. Insirâf : quatrième mouvement vocal et instrumental à rythme ternaire, de l'arabe insirâf : « départ, décapement, accélération » ;
8. Khlâs : ultime pièce chantée exécutée sur un rythme alerte et dansant ;
9. Tûshiya el Kamal : pièce instrumentale construite sur un rythme binaire ou quaternaire, de l'arabe kamâl : « perfection ».

Le sous-système constitué de nqlabat connaît le rythme n'sraf emprunté à la nuba, plus d'autres rythmes spécifiques (bashraf, sûfiân, berwâli, etc.).
Les formes poétiques qui existent encore sont : Muwashshah - Zadjal - Msaddar- Shugl (poème chanté populaire)- Barwal (pratiqué à Constantine) - Melhoun.
Il existait à Alger et à Tlemcen quinze nouba, quelques-unes d'entre elles, celles en mode jeharkah, iraq et maoual ont été oubliées.

### École libyenne
Les noubat sont composées de huit parties : deux Msaddar -  deux Mûrakaz -  deux Barwal - Khafîf - Khatm.
Elles sont composées d'un même rythme dont le nom diffère selon la rapidité du mouvement musical.

### École marocaine
Les 11 noubat sont longues : Raml al-mâya - Isbahân - Al-mâya - Rasd al-dhîl - Al-istihlâl - Rasd - Gharîbat al-husayn - Al-hijâz al-kabîr - Al-hijâz al-mashriqî - ‘Irâq ‘ajam - ‘Ushshâq.
Elles sont composées chacune de cinq parties ou rythmes différents (mizan) :  Basît (dont les ouvertures : mshâliya et bughya) - Qâ’im wa-nisf - Btâyhî - Dârij - Quddâm.
Les formes poétiques sont les suivantes : Muwashshah - Zajal - Shugl -Barwal.
La nouba marocaine est une suite de chants déclinés sur 26 modes (tab') diatoniques différents (n'usant pas de micro-intervalles, sauf dans les mawwâl récents), dont 4 principaux (Mâya - Al-dhîl - Mazmûm - Zîdân).

### École tunisienne
Compilée au XVIIIe siècle par Rachid Bey, elle fut consolidée au XXe siècle par la Rachidia. Les modes sont basés sur certains micro-intervalles ottomans.
Les 13 noubat : Dhîl - ‘Irâq - Sîkâ - Hsîn - Rast - Raml al-mâya - Nawâ - Asba‘ayn - Rast al-dhîl - Ramal - Isbahân - Mazmûm - Mâya .
Elles sont composées de 9 mouvements (qut'a,jiz) basés sur 9 rythmes (iqa) : Ishtiftâh ou Bashraf samâ'î ou Tshambar - Msaddar - Abyât - Btâyhî - Barwal - Darj - Tûshiyâ - Khafîf - Khatm.
Les formes poétiques : Nashîd - Istihlâl - ‘Amal - Muharrak - Muwashshah - Zajal - Barwal - Shugl.

## Instruments de musique

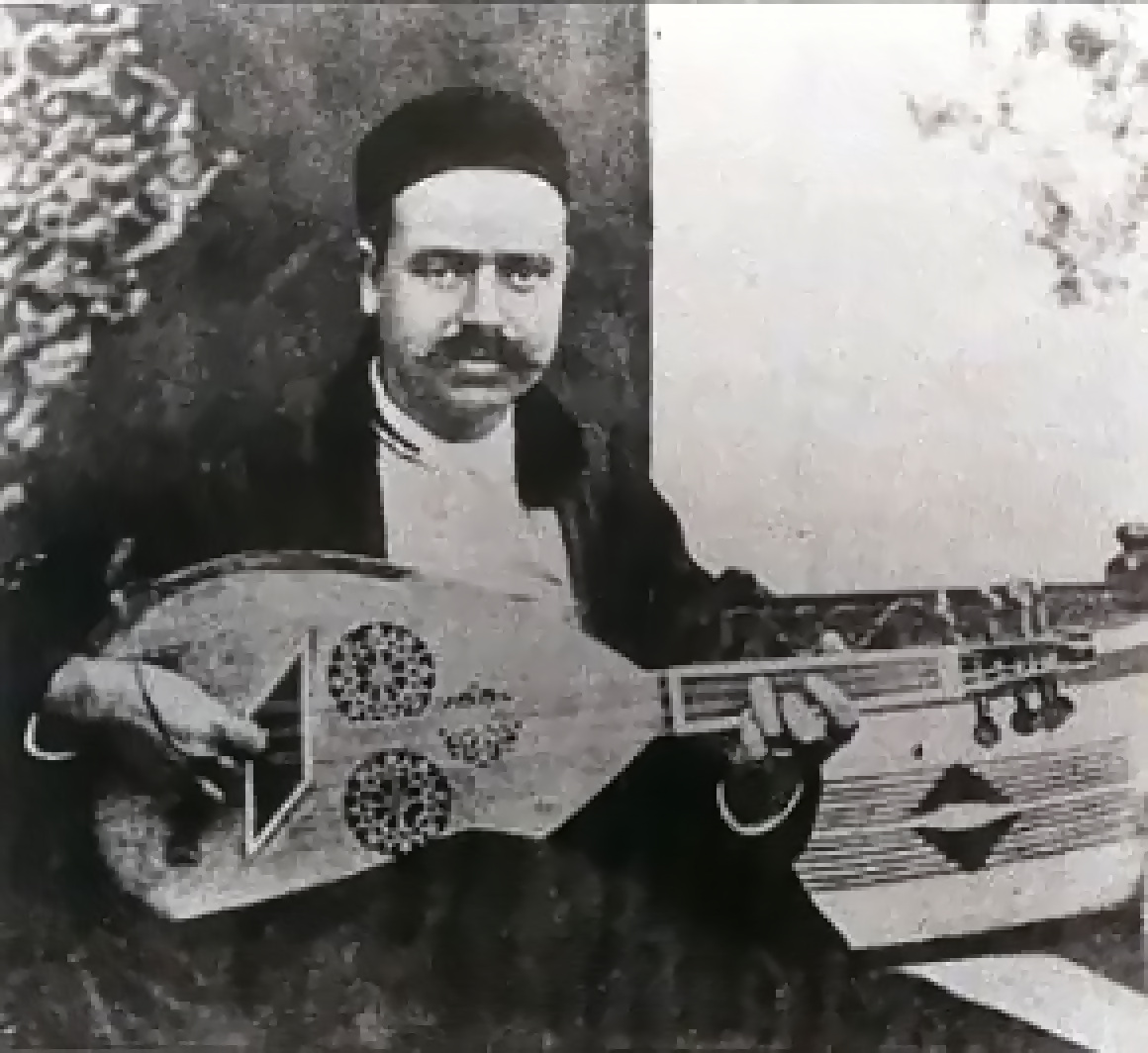
Khemaïs Tarnane jouant du oud.

Les instruments utilisés dans un ensemble typique de musique arabo-andalouse (takht) sont :
- le riqq ou le tar : le tambourin arabe qui est l’instrument maître de l’ensemble car c’est lui qui donne le rythme de base
- les naqarat : petites timbales frappées aux baguettes
- la darbouka : tambour en calice, en bois d’olivier ou en poterie , couvert d’une peau de chèvre ou de poisson .
- l’oud et la kouitra : l'ancêtre du luth
- le rebec ou le rabâb : la vièle arabe remplacée parfois par le violon aujourd'hui
- le nay : flûte en roseau à embouchure libre, à six ou sept trous
- le qanûn ou kanoun : cithare aux nombreuses cordes, jouée avec des onglets aux doigts.

Instruments
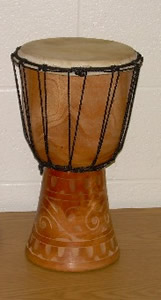
darbouka en bois.
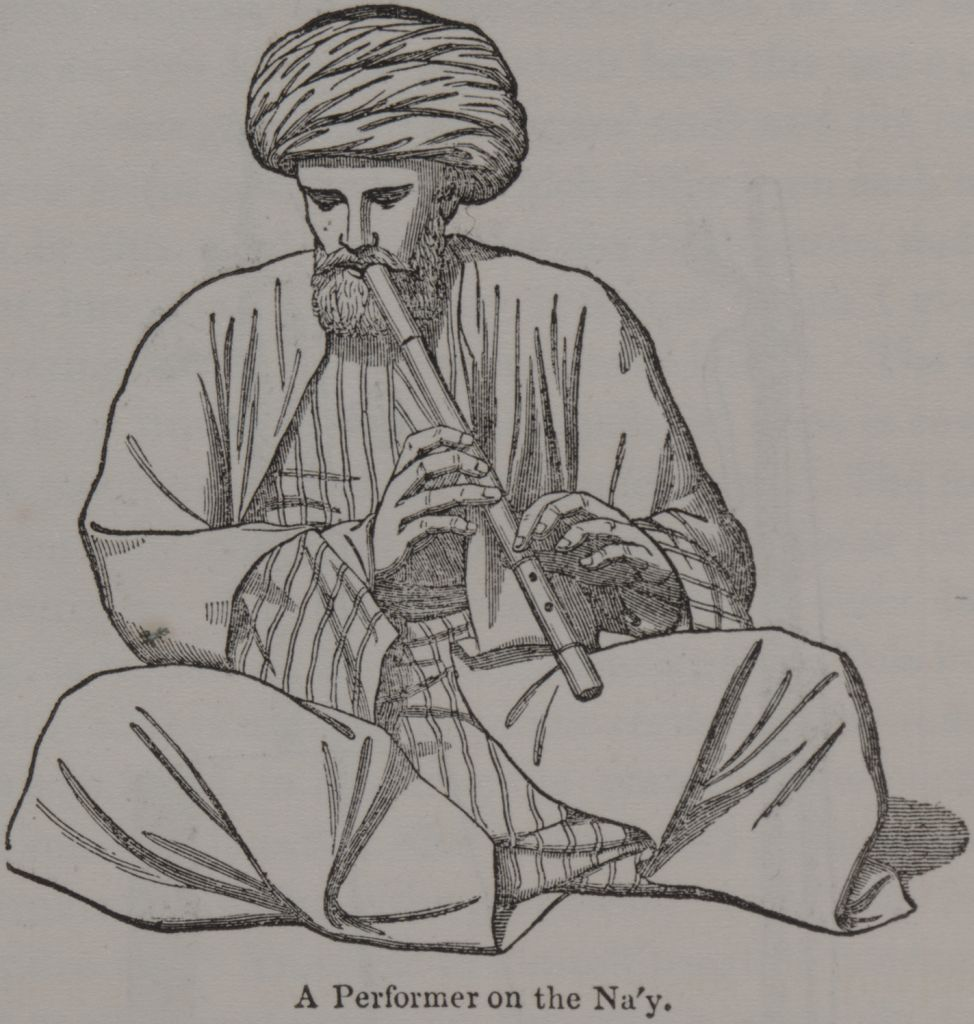
Le nay, la flûte en roseau.
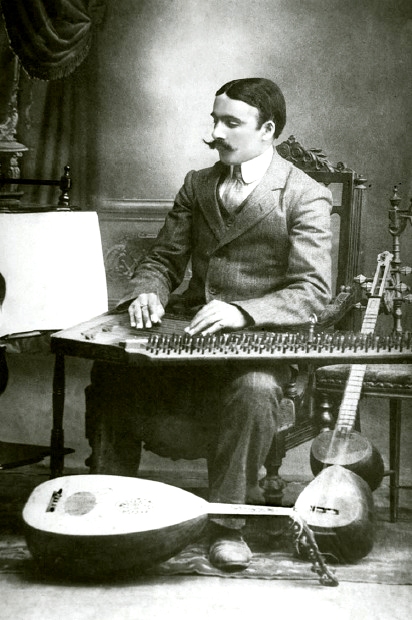
le qanûn ou cithare.
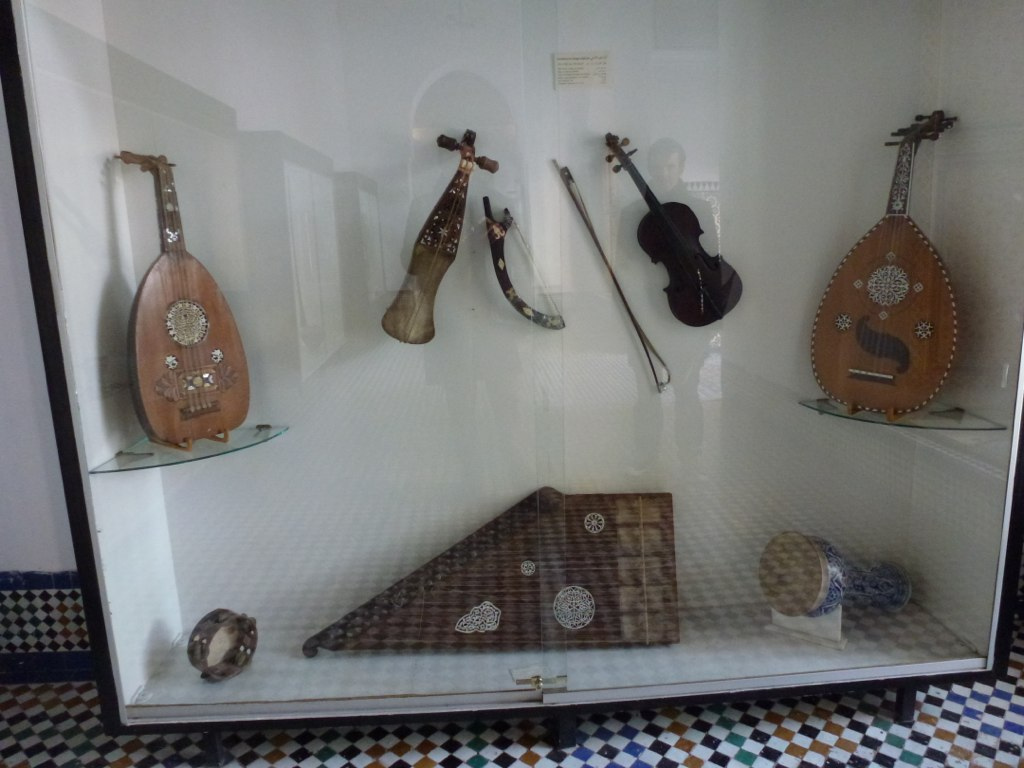
Instruments au musée de Fès

## Expressions régionales

### Algérie

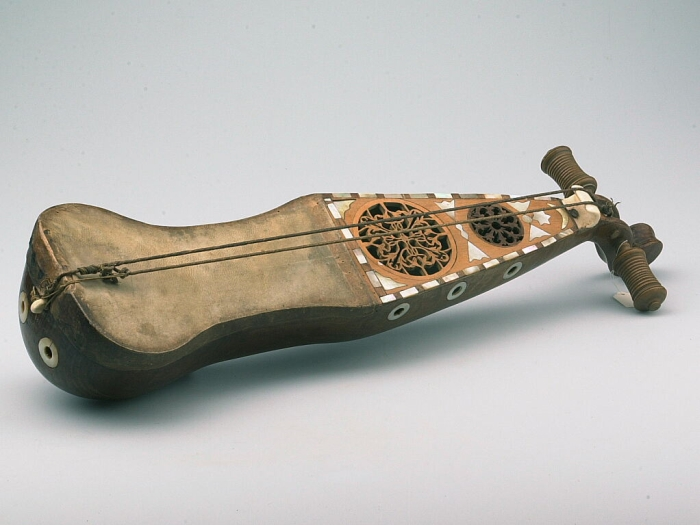
Le rebab, instrument de la famille des vièles apparenté à la lyra.

La musique savante arabo-andalouse est appelée Al moussiqa al andaloussia (« musique andalouse ») lorsqu'il n'est pas fait référence à l'une des trois importantes écoles présentes en Algérie qui pratiquent cette musique avec des nuances distinctes : 
- le gharnati , de l'école de Tlemcen , se rattachant à Grenade , il s'implantera plus tard au début du XXe siècle, au Maroc, à partir de Tlemcen[34],[35] et d'Alger[36],
- le sanâa d'Alger se rattachant à Cordoue
- le malouf de Constantine se réclamant de Séville .

Toutefois, selon Taoufik Bestandji, « école » est un terme impropre et flou, il n'y a pas de différences structurelles entre les spécificités de ces « Écoles ». Au-delà des rapprochement avec les villes d'Andalousie, les différences sensibles que l'on y décèle restent plutôt liées aux influences locales qu'à une différenciation originelle, et les trois écoles revendiquent le terme sanâa (« maîtrise d'œuvre ») qui n'a jamais cessé d'être utilisé par les acteurs de cette musique et que le milieu lettré ou savant a méprisé jusqu'alors. Chaque école a ses satellites : Nedroma, Oran, Mostaganem  pour Tlemcen ; Blida, Bejaia, Médéa, etc pour Alger et Annaba, Guelma, Skikda, etc pour Constantine. Les textes de la forme mouachah et zadjal sont communs, alors que les mélodies et les rythmes restent spécifiques à chaque centre.
Le premier acte de patrimonialisation attesté est celui des muphtis hanafites au XVIIe siècle, en effet devant les dangers de voir s'étioler et disparaître la transmission du répertoire musical arabo-andalou, les muphtis hanafites d'Alger avaient décidé d'écrire des mouloudiates qui seraient chantées dans les mosquées avec les différents modes des noubas. Les chanteurs interprétaient des textes strictement religieux, cette innovation née à Alger, est adoptée à Blida, puis Médéa, Miliana et Constantine.
La seconde forme de patrimonialisation a consisté à transcrire les matériaux de cette production musicale et chantée. Elle est, dans la plupart des cas le fait d'initiatives individuelles. Ce sont en réalité les productions dites savantes et les formes ritualisées qui ont davantage bénéficié de ces actions. Cela peut être compris à la fois quant au statut social des transcripteurs : lettrés ou mélomanes, et par l'enjeu symbolique qui tend à mettre en avant une légitimité culturelle en démontrant la nature complexe et savantes des formes musicales réhabilitées.
Christian Poché a retracé les tentatives de notation musicale amorcées par les européens en Algérie de 1860 à 1940. Outre les Salvador-Daniel (1831-1871) et Christianowitsch (1835-1874), il cite également Camille Saint-Saëns dont l'œuvre personnelle s'enrichit d'adaptations de certains modes et surtout Edmond Nathan Yafil (1877-1928) qui, avec le Répertoire de musique arabe et maure édité de 1904 à 1927 en collaboration avec Rouanet, a pu entreprendre la plus importante opération de fixation d'un genre musical en Algérie. Plusieurs essais de transcription plus limités voient ensuite le jour, Léo-Louis Barbès sera le premier à transcrire une hadra alors que le compositeur oranais Juan Huertas en collaboration avec le maître Saoud Medioni, a mis au point plus de vingt mélodies, dont la Touchia Dib.

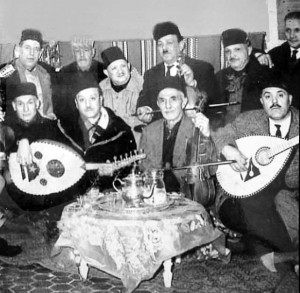
Orchestre El-Widadia de musique arabo-andalouse de Blida, années 1970

Les algériens musulmans ne sont pas en reste ; dès 1904, Ghaouti Bouali publie à Alger un ouvrage de réflexion musicale, de description de certaines noubas et d'établissement de poèmes de la tradition hawzi Plus tard Qadi Mohamed éditera l'anthologie du melhoun que des générations de chioukhs recopieront et se transmettront souvent avec parcimonie. Ce recueil sera largement complété par les anthologies de Mohamed Bekhoucha et Abderrahmane Sekkal. Mahieddine Bachtarzi publie, pour sa part en 1940, Mélodies arabes, Musiqa arabiya à Paris. Durant la première moitié du XXe siècle, ces recueils sont davantage le témoignage d'une culture que l'on estime menacée par la modernité coloniale qu'une entreprise de réhabilitation car les musiques et les textes chantés font encore partie de l'univers quotidien des interprètes et du public.
Le disque va considérablement modifier la nature des prestations musicales, et permettra d'essaimer des genres et des pratiques jusque-là réduites à un espace limité. En 1910 Gramophone enregistre 400 disques en Algérie et en Tunisie (Algérie 223, Tunisie 180) Le Catalogue Pathé 1910-1912 fait état de plusieurs centaines de disques Nord-Africains. Cependant peu à peu des éditions locales se mettent en place afin de profiter au plan symbolique une certaine territorialisation et des marqueurs identitaires algériens.

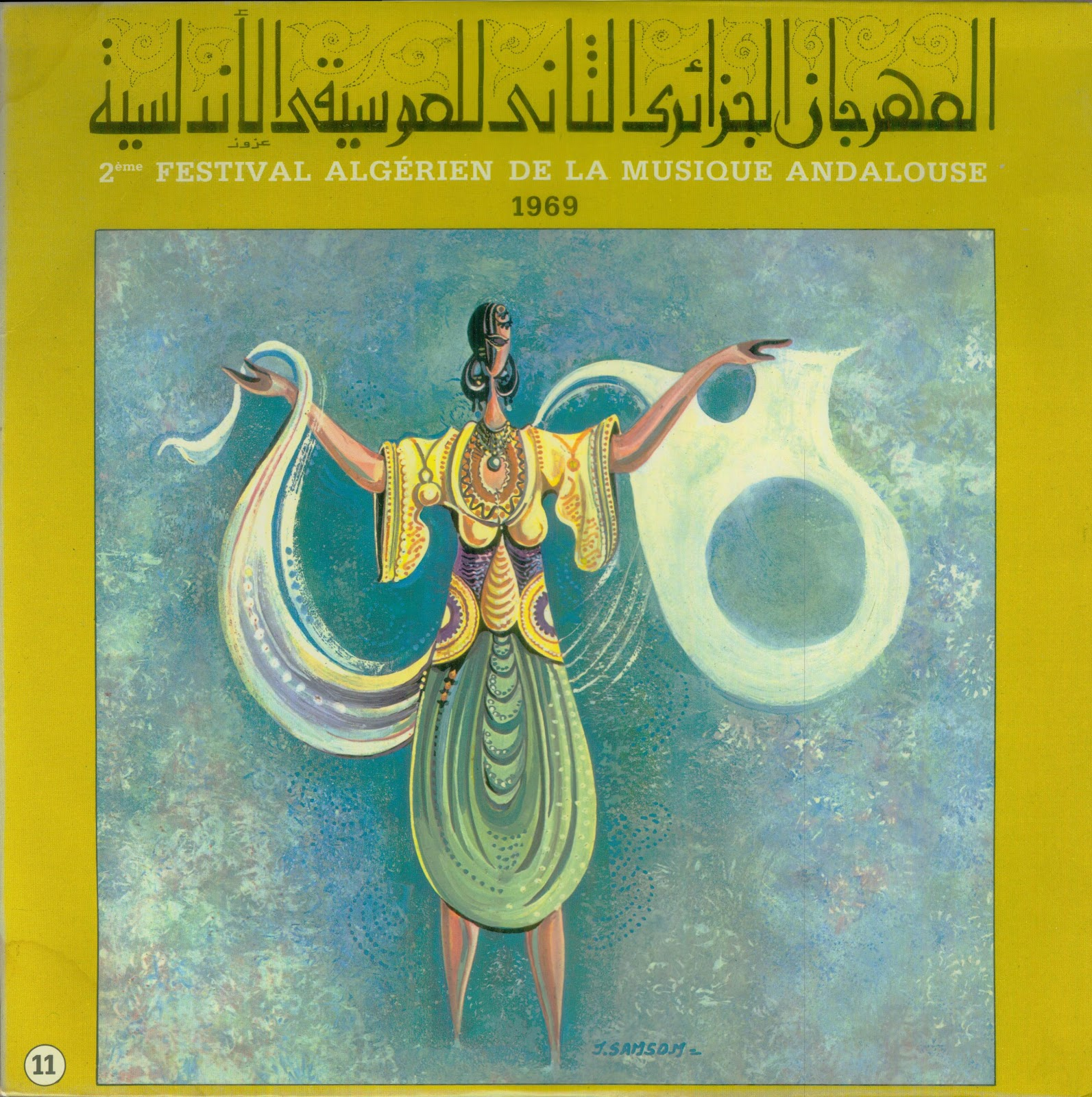
Affiche du 2e Festival Algérien de la Musique Andalouse 1969.

Dans le même domaine on peut citer, l'activité de la Maison de disques Collin et, dans une tout autre perspective, l'aide du gouvernement français pour l'enrichissement du catalogue de Teppaz dans le cadre du plan de Constantine. Néanmoins une part importante de cette production discographique peut être considérée comme irrémédiablement perdue du fait des événements historiques comme la deuxième guerre mondiale.
C'est l'Association musicale qui fondera l'institution de préservation patrimoniale. Après l'indépendance, l'émulation, voire la compétition inter-associative donnera lieu à des initiatives nationales en matière de promotion de manifestations musicales (plusieurs festivals nationaux).
Des efforts de patrimonialisation découlent le Congrès sur la Musique Nationale de 1964 et le Rapport sur la politique culturelle du Comité Central du FLN de 1981 et les plus importants festivals de musique qui constitueront un véritable état des lieux des musiques populaires et savantes. L'ère du libéralisme a davantage consacré la culture déjà valorisée dans les appareils culturels en place ou imposé par le marché.
Deux anciennes écoles de musique arabo-andalouse existaient en Algérie : celles de Tlemcen et Constantine. Cette ville (Tlemcen) est aussi le berceau du haouzi, un autre genre musical qui découle de la musique andalouse et dont les musiciens-poètes Saïd El-Mendassi (XVIe siècle) et Mohammed Benmsayeb (XVIIe siècle) sont des représentants. D'autres genres populaires en sont issus : n'qlabate, aroubi, zendani, etc.
De nombreuses figures de la musique Andalouse Algérienne se sont illustrés à l'international et dans leur pays d'origine :

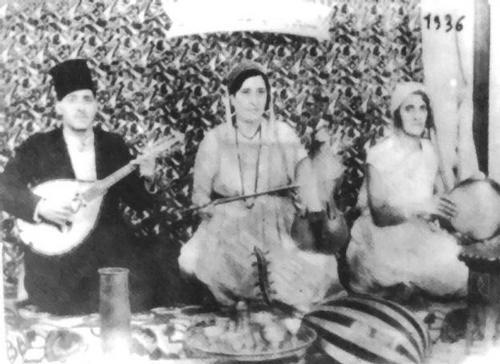
Cheikha Tetma entourée d'Abdelkrim Dali et de Tamani, à Alger en 1936.

Liste non exhaustive
- Abdelkrim Dali
- Larbi Bensari
- Mohamed Ben Teffahi
- Meriem Fekkaï
- Fadhéla Dziria
- Yamna Bent El Hadj El Mahdi
- Mohamed Tahar Fergani
- Esma Alla
- Lila Borsali
- Rym Hakiki
- Kaddour Dersouni
- Smail Henni
- Cheikha Tetma
- Cheikh Salah Boukli
- Beihdja Rahal
- Orchestre El-Widadia
- Samir Tahar
- Hadj Mohammed Tounsi
- Hamdi Benani
- Dahmane Ben Achour
- Sid-Ahmed Serri
- Brahim Hadj Kacem

### Espagne
Sous l'impulsion de musiciens spécialistes du répertoire médiéval ibérique, tels Grégorio, Luis, Carlos et Eduardo Paniagua (membres de l'Atrium Musicae), Luis Delgado, Begoña Olavide et les ensembles Calamus, Mudejar et l'Ensemble Ibn Báya, une complicité s'est établie avec des musiciens maghrébins pour réinterpréter les noubat en terre andalouse.

### Libye
Le malouf libyen a quasi disparu aujourd'hui et n'est plus guère représenté que par l’Ensemble de Malouf de la Grande Jamahiriya dirigé par Hassan Uraibi.

### Maroc

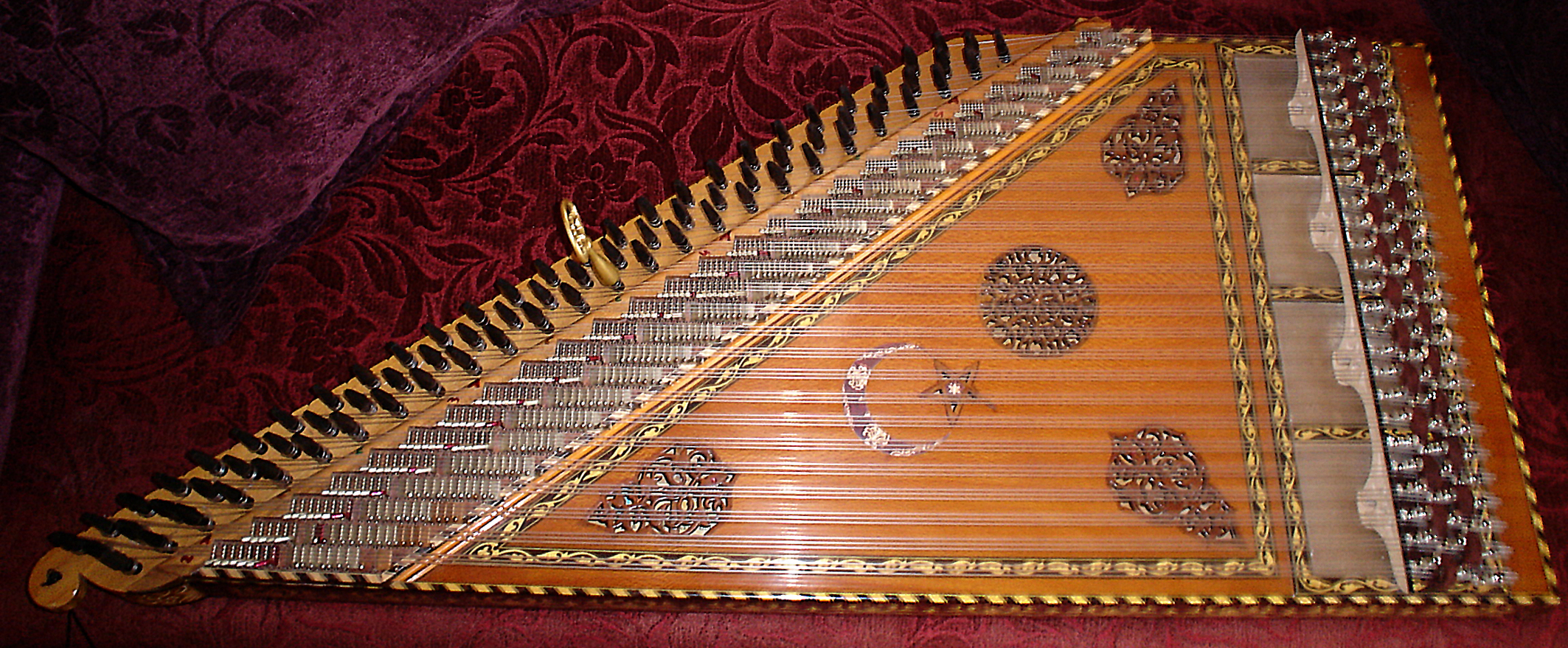
Le qanûn très utilisé dans la musique Gharnati à Salé, à Rabat ainsi qu'à Fès

Le pays est fortement imprégné par la culture arabo-andalouse pour de multiples raisons : par sa proximité géographique avec l'Espagne qui fera qu'une partie des Arabo-Andalous chassés s'installeront par strates successives (avant et après 1492 et en 1609) au Maroc dans l'espoir d'un retour.
En effet, beaucoup des expulsés de Grenade de 1492 trouvent leur dernier refuge au Maroc. En 1609, ils seront suivis par les Morisques et dont on estime actuellement à 5 millions le nombre de leurs descendants au Maroc.
Après l'avènement des Alaouites, en 1660, la musique arabo-andalouse connaît un nouvel essor grâce aux zâwya et tariqa (confréries soufies) qui encouragent leurs adeptes à la pratique musicale.

Un siècle plus tard, le Tétouanais Al-Hâ'ik sauvegarde le patrimoine poétique et musical de al-Âla. En 1886, Al-Jâm'î publie un ouvrage sur le répertoire pratiqué à Fès : Précis du kunnâsh de al-Hâ'ik.

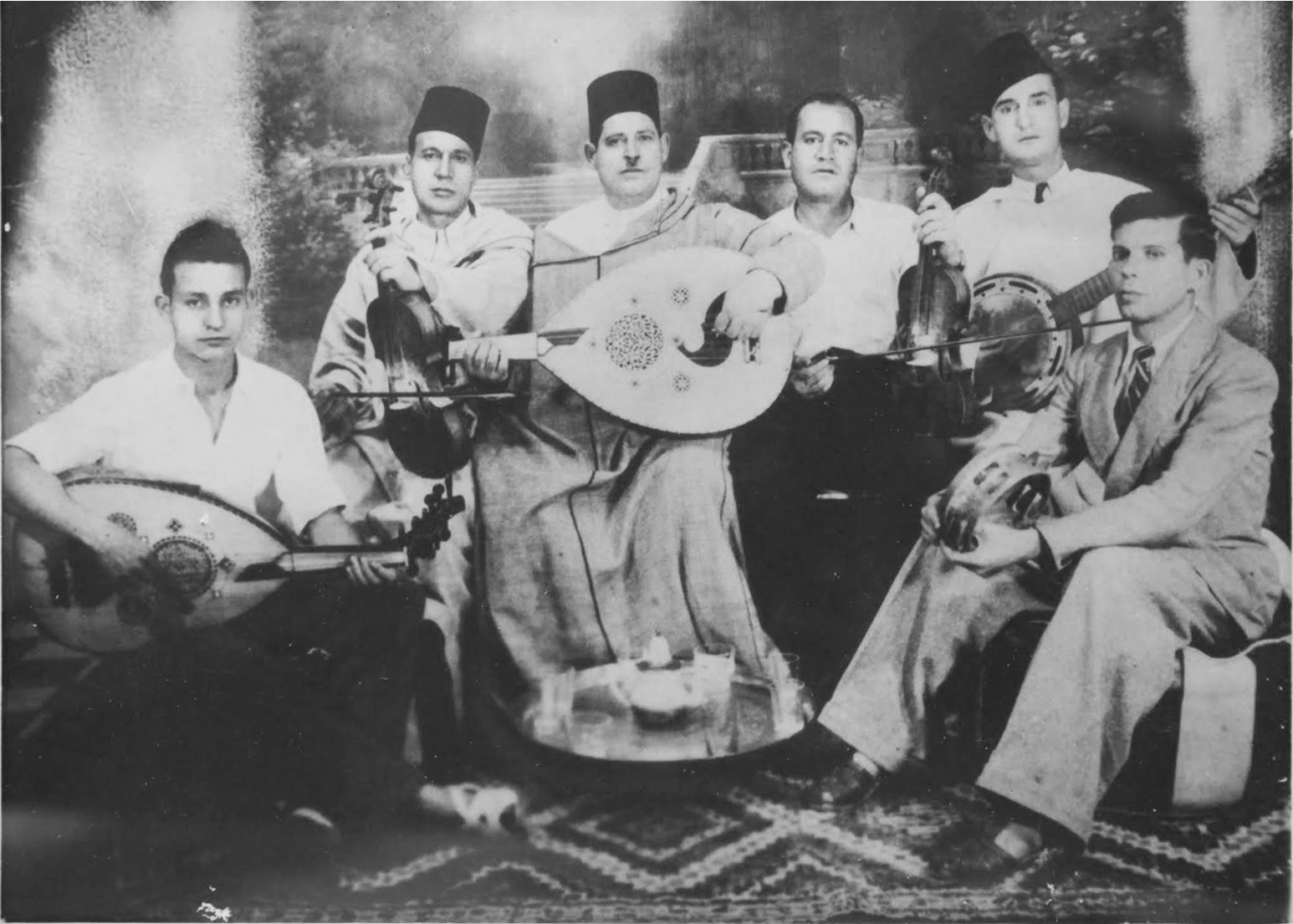
Orchestre juif de Meknès, années 1940

Il existe deux formes de musique arabo-andalouse au Maroc : tarab al-âla, qui est la forme principale en particulier à Fès et tarab al-gharnâti, répertoire de musique arabo-andalouse algérienne de l'école de Tlemcen, portant en souvenir le nom de la ville de Grenade,  à Rabat, Salé et Oujda en particulier.
Les piûtim et les trîq sont les formes pratiquées par les Judéo-marocains.
Il n'existe pas d'équivalent du malouf Maroc. Les poèmes sont en arabe littéral ou dialectal.
Chaque nouba est très longue ; il est donc rare qu’on les joue au complet. On se contente souvent d'un seul mouvement. Cependant, l’intégralité des noubat marocaines a été enregistrée par la Maison des Cultures du Monde à Paris, en collaboration avec le Ministère de la Culture du Maroc (soit un total de 73 disques compact répartis en douze coffrets présentant chacun une nouba ou des mîzâns).
De nos jours, on retrouve au Maroc deux genres de musique andalouse : 
Le genre al-aala, représenté par trois écoles :
| - L'école de Fès, notamment avec : - Mohamed Benabdeslam Al Brihi - Mohammed Lamtiri - Ahmed Ben Hassan Zouiten - Haj Abdelkrim Raïs - Moulay Ahmed Loukili (établi à Rabat) - Mohamed Briouel - Abdelmajid Bouzouada - Abdelkader Massano - Mohammed Massano Tazi - Haj Driss Touimi Benjelloun - Abdelfettah Benmoussa - Anas Attar - Mohammed Otmani | - L'école de Tetouan, notamment avec : - Mohammed Elharrak - Mohamed Ben Larbi Temsamani - Mohammed Larbi Lamrabet - Ahmed Zaytouni Sahraoui (Tanger) - Omar Metioui (Tanger) - Abdessadek Chekkara - Mehdi Chaachoo - Abdellah Elouazzani - Ahmed Elouazzani - Mohammed Amin Akrami - Fahd Benkirane - Jamal Eddine Benallal | - L'école de Rabat-Salé, notamment avec : - Omar Jaâïdi - Abdelkader Belarbi Dila'ï - Haj Abdelkrim Guedira - Abdellatif Benmansour - Houcine Belmekki Elhajjam - Mohamed Baroudi - Mohamed Toud - Haj Mohammed Zaki - Habibi M'birko - Abdeslam Benyoussef - Mohammed Benghabrit (Gharnati) - Haj Abdeslam Mouline - Ahmed Piro (Gharnati) |

Selon le musicien et musicologue Omar Metioui, « au Maroc, les rescapés de l'Inquisition enrichissent les régions où ils s'installent par les connaissances qu'ils transportent avec eux. Dans le domaine musical, ils imprègnent plus particulièrement deux villes, Rabat et Salé, par un style différent de l’École de Fès… ».
Le développement moderne du genre gharnati est représenté par deux écoles, émanations de l'école de Tlemcen,,. Les centres de cette musique sont Oujda et Rabat, mais à Rabat le style n’intéresse que quelques musiciens contrairement à Oujda qui a su élargir l'audience de cette musique.
Si le terme gharnati désigne en Algérie, en particulier dans la région de Tlemcen, tout le répertoire andalou savant, au Maroc il désigne un style musical andalou distinct du tarab al ala comme le confirment les auteurs Rachid Aous et Mohammed Habib Samrakandi. Cette musique pratiquée à Tanger, à Tétouan et dans certaines communautés juives du pays s'inscrit dans la mouvance des écoles algériennes qu'elle soit tlemcenniene ou algéroise. Il est représenté par plusieurs écoles : Oujda, Salé, Rabat,, Tanger et Tetouan. Le gharnati est représenté par : 	
- Hajj Ahmed Zniber
- Ahmed Piro
- Ahmed Bennani
- Ahmed Azzemouri
- Mouhsin Azzemouri
- Cheikh Salah
- Bahaâ Ronda
- Ahmed Thanthaoui

### Tunisie

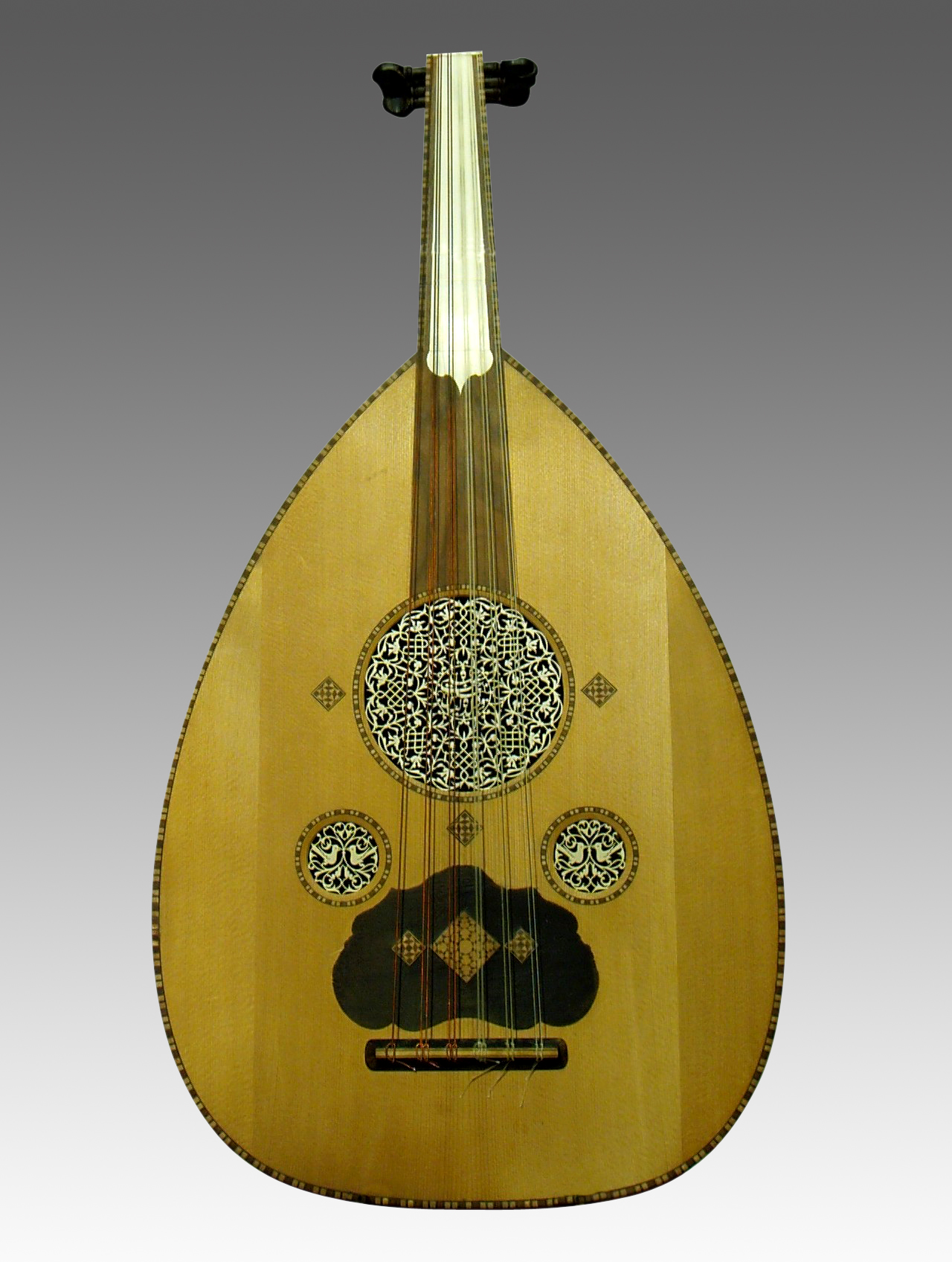
Oud maghrébin traditionnel.

Si elle a certes subi l'influence ottomane qui se traduit par l'usage des modes (maqâmat) et des formes (bashraf et samai) turques, l'accord des instruments reste maghrébin et la musique reste ancrée dans le genre arabo-andalou et l'art de la nouba occidentale.
L'école de Kairouan s'est transportée à Tunis, où le malouf est représenté par : 
- Khemaïs Tarnane,
- Cheikh El Afrit,
- Raoul Journo,
- Ali Sriti,
- Lotfi Bouchnak,
- Tahar Gharsa,
- Zied Gharsa.